# Marcos de Gancedo Amézaga
Marcos de Gancedo Amézaga fue un maestro de obras (equivalente al actual arquitecto técnico o aparejador) nacido a principios del siglo XVIII en Menagarai -Álava. A lo largo de ese siglo interviene en el diseño y construcción de diferentes edificaciones de estilo neoclásico del noroeste de Burgos, Encartaciones -Vizcaya- y Valle de Ayala-Álava-, sólo o en colaboración con otros canteros y maestros de obra de Menagarai: Juan Andrés de Llaguno Fernández de Jauregui, Francisco Antonio de LLaguno (trabaja en 1700 en los muros de la iglesia de Treviño)Francisco de Gancedo, Manuel de Arechavala, Antonio de Arechederra, Mateo de Aguirre, Cristóbal de Arecha, Juan de Arecha (Hace las bóvedas de la iglesia de San Pedro de Treviño), Antonio de Mendieta, Juan de Mendieta (Trabaja en 1694 en el coro y capilla de la iglesia de Peñacerrada y en las bóvedas de San Pedro de Treviño, año 1700. También se le documenta, en compañía de Francisco de Mendoza, en la ermita de Uralde, año 1722), Leandro Urruela ( con Manuel y Francisco Mendieta hizo en Baracaldo la ermita de Santa Águeda en el año 1767)  o Francisco de Chávarri.

## Obra
En 1732 ejecuta las trazas de la capilla del Sto. Cristo del Convento de las Madres Agustinas de Arceniega -Álava-, en 1735 realiza la hospedería del Santuario de la Virgen Blanca de Llanteno -Álava-, en 1739 la capilla de Nuestra Señora del Rosario de la iglesia de San Pedro de Menagarai, y en 1742 diseña la sacristía de la iglesia de Santa María de Güeñes -Vizcaya-.
- Datos: Q16303346